# Ordinul „Meritul Științific”
Ordinul „Meritul Științific” a fost o decorație acordată pentru realizări deosebite în domeniul științific. A fost înființat în 1966 prin Decretul Consiliului de Stat al RSR nr. 737/1966.
Ordinul avea trei clase și era însoțit de Medalia „Meritul Științific”.
Ordinul și medalia au fost scoase din uz în 2000, prin abrogare, conform Legii 29/2000. Actual, realizările pentru care erau acordate pot fi onorate prin Ordinul Meritul Cultural.

## Descriere

Ordinul și Medalia Meritul Științific
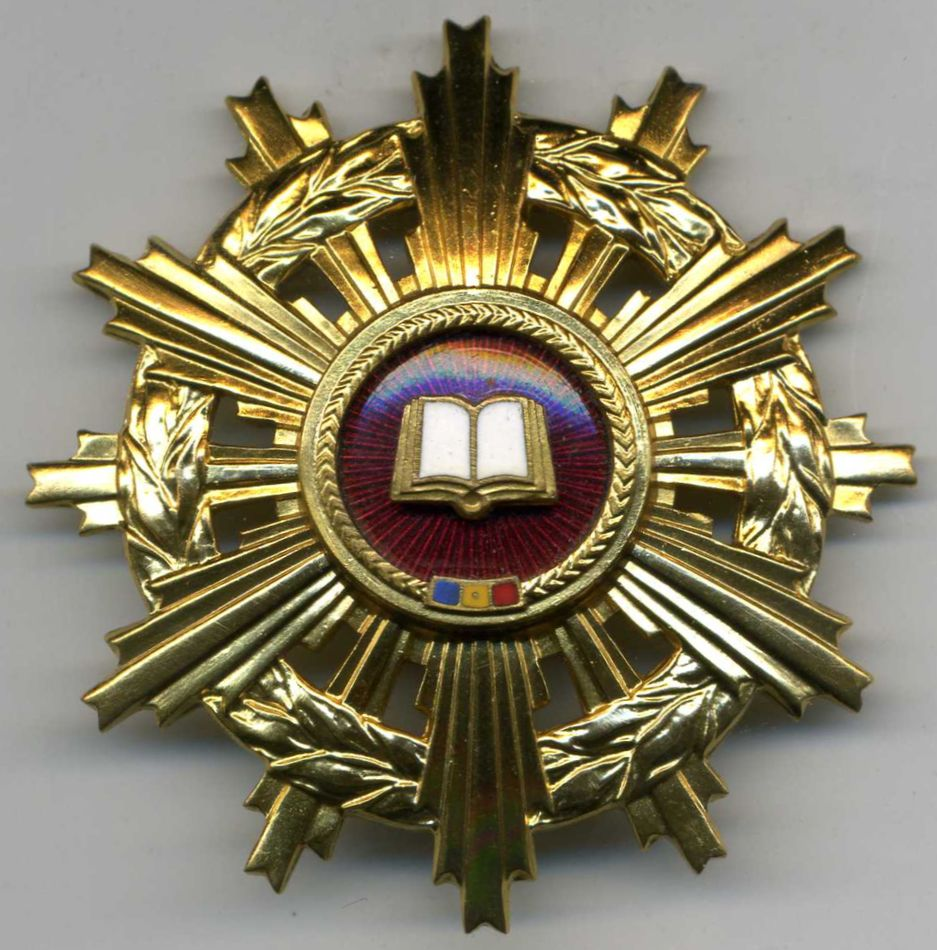
Ordinul „Meritul Științific” clasa I
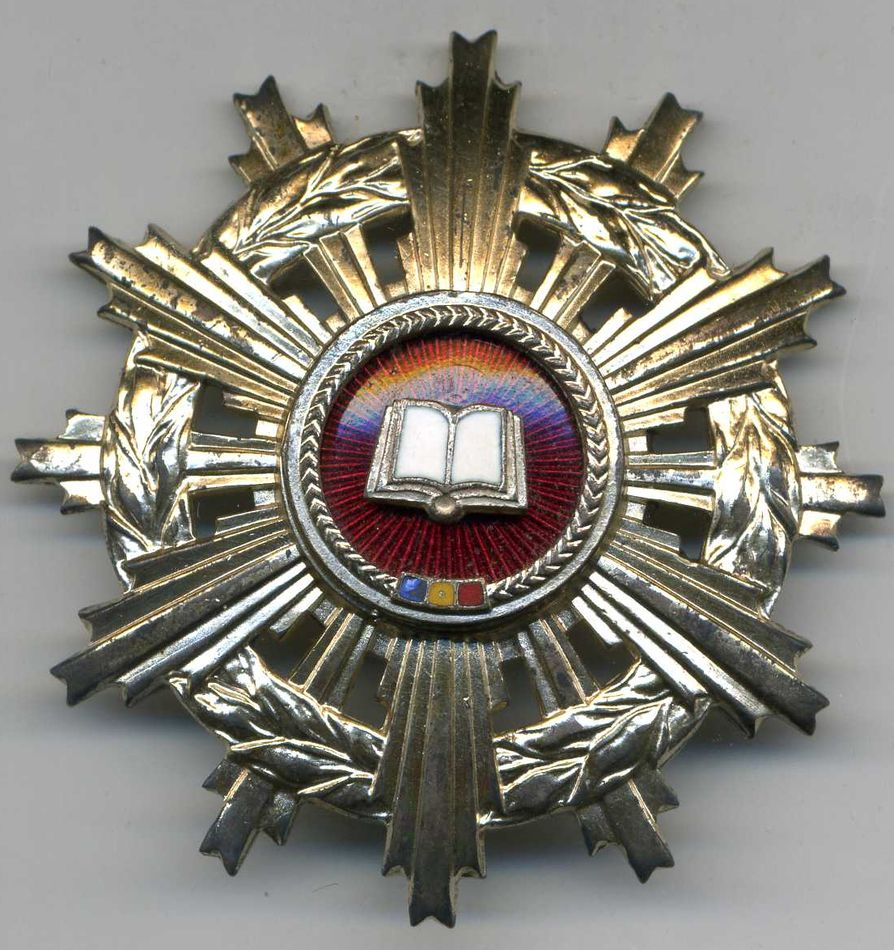
Ordinul „Meritul Științific” clasa a II-a
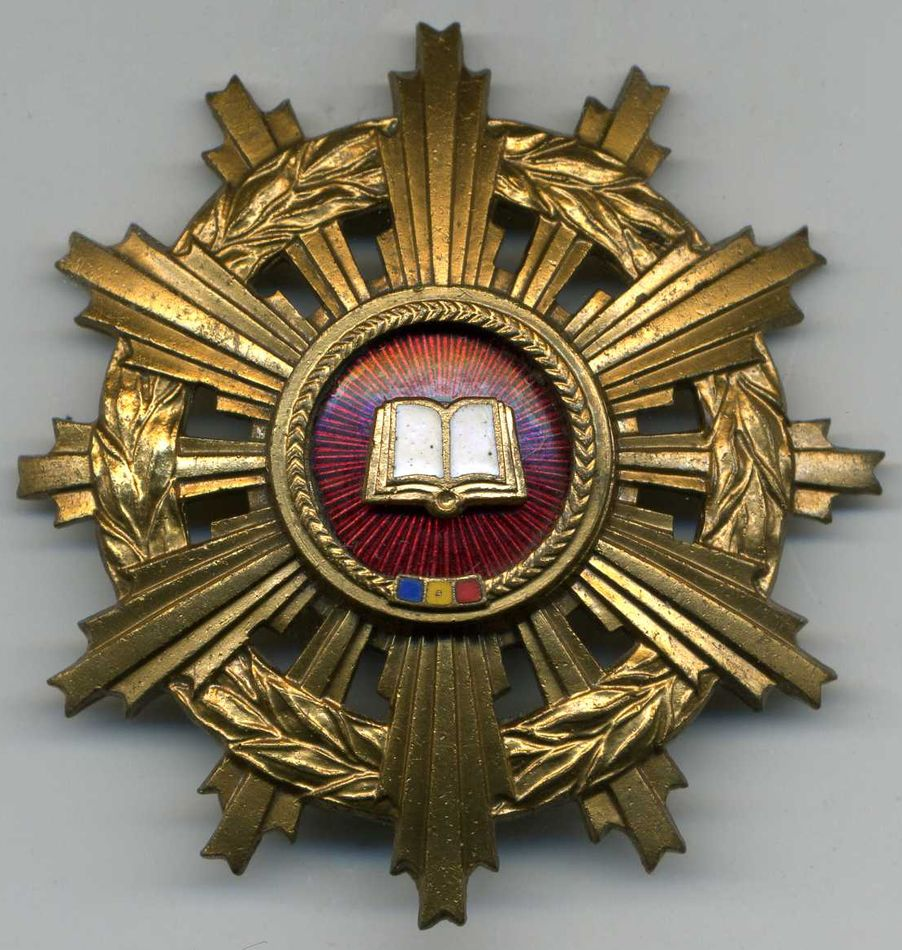
Ordinul „Meritul Științific” clasa a III-a
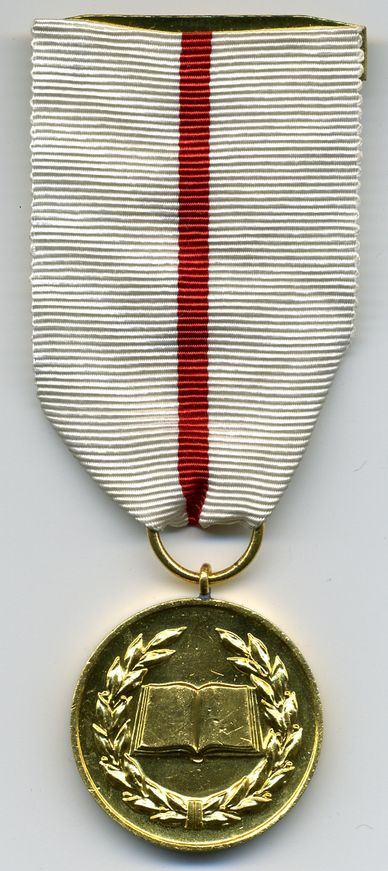
Medalia „Meritul Științific”

Unele exemplare clasa I aveau în componență aur cu titlul 750.

## Acordare
Ordinul a fost acordat angajaților din institutele de cercetare pentru descoperiri semnificative, contribuind la progresul științific și tehnologic.